# Ściana jamy brzusznej
Ściana jamy brzusznej, powłoki brzuszne – zespół struktur anatomicznych stanowiących ograniczenie jamy brzusznej.
Najbardziej na zewnątrz znajduje się skóra, która może być gruba. Pod skórą znajdować się mogą różne tkanki zależnie od okolicy anatomicznej.
Na grzbiecie podskórnie leży dobrze zbudowana błona z tkanki łącznej, która tworzy powięź piersiowo-lędźwiową, natomiast w ścianie bocznej znajduje się powięź powierzchowna oraz mięsień skórny. Głębiej od nich leży powięź głęboka. U ssaków roślinożernych znacznej wielkości zamiast niej mówi się o oponie żółtej brzucha. Powięzie powierzchowna i głęboka oraz niekiedy opona żółta sięgają też dolnej strony ściany brzucha.
Głębiej znajdują się mięśnie. W przypadku grzbietu wyróżnia się mięśnie nadosiowe tułowia czy też po prostu mówi się o mięśniach grzbietu, wymieniając wśród nich mięsień najdłuższy grzbietu, mięsień biodrowo-żebrowy, mięsień wielodzielny. Poniżej ich znajduje się kręgosłup, pod którym leżą kolejne mięśnie, tym razem lędźwiowe, do których zaliczają się mięsień czworoboczny lędźwi, mięsień lędźwiowy większy, mięsień lędźwiowy mniejszy. Inaczej wyglądają stosunki anatomiczne ściany bocznej brzucha, gdzie leżą kolejno mięsień skośny zewnętrzny brzucha, mięsień skośny wewnętrzny brzucha i mięsień poprzeczny brzucha. Jeszcze inaczej sprawa ma się ze stroną brzuszną, gdzie znajduje się mięsień prosty brzucha otoczony pochewką od strony zewnętrznej i wewnętrznej. Pośrodkowo na brzuchu biegnie kresa biała.
Pod mięśniami znajduje się kolejna powięź. Grzbietowo znajduje się powięź biodrowa. Bocznie leży powięź poprzeczna. Pod powięzią leży otrzewna ścienna.